# Ruff Trigger: The Vanocore Conspiracy
Ruff Trigger: The Vanocore Conspiracy è un videogioco a piattaforme pubblicato nel 2006 da Natsume per PlayStation 2.

## Accoglienza
GameSpot ne ha criticato il gameplay definendolo "noioso e talvolta frustrante", nonostante ricordi quello di Ratchet & Clank e altri titoli. L'aspetto del gioco è stato paragonato a quello di Sly Raccoon e Jak and Daxter.